# Dardenne Prairie
Dardenne Prairie is een plaats (town) in de Amerikaanse staat Missouri, en valt bestuurlijk gezien onder St. Charles County.

## Demografie
Bij de volkstelling in 2000 werd het aantal inwoners vastgesteld op 4384.
In 2006 is het aantal inwoners door het United States Census Bureau geschat op 7423, een stijging van 3039 (69,3%).

## Geografie
Volgens het United States Census Bureau beslaat de plaats een oppervlakte van
11,3 km², geheel bestaande uit land.

## Plaatsen in de nabije omgeving
De onderstaande figuur toont nabijgelegen plaatsen in een straal van 8 km rond Dardenne Prairie.